# Villa La Santarella
La Villa La Santarella (aussi appelée plus simplement, Villa Santarella), est un édifice d'intérêt historique et artistique de Naples, situé sur le bord de la colline du Vomero. Elle a été conçue à la fin du XIXe siècle par l'ingénieur Gioacchino Luigi Mellucci.
Le bâtiment, typique de l'Art nouveau napolitain (Liberty napoletano), a été construit comme un petit château, en style néo-renaissance, pour le célèbre dramaturge Eduardo Scarpetta, vers la fin du XIXe siècle selon les directives de l'acteur lui-même.

## Historique et description
De forme carrée, la villa est flanquée de chaque côté par quatre tours en saillie et des créneaux. Sur la façade Scarpetta a écrit: "Ici, je ris" , voulant laisser entendre que, si son public riait au théâtre de ses blagues, ici, dans ce lieu de délices, c'était lui qui riait.
La villa tire son nom de l'un des plus grands succès des comédies de Scarpetta, appelée Na santarella: les revenus acquis par le dramaturge provenant de cette comédie ont permis la construction du bâtiment, et dans l'entrée, un bas-relief en stuc reproduit l'une des principales scènes de la représentation.
Aussi, le nom de La Santarella est populairement passé pour désigner l'ensemble de la zone.